# Álmosmadárfélék
Az álmosmadárfélék (Nyctibiidae) a madarak osztályának lappantyúalakúak (Caprimulgiformes) rendjébe tartozó család.

## Előfordulásuk
Az álmosmadarak Dél-Amerika trópusain honosak.

## Megjelenésük
A lappantyúféléktől eltérően nincs sörte a szájnyílásuk körül.

## Életmódjuk
Éjszakai életet élő rovarevő madarak, nappal facsonkokon pihennek, és ők maguk is csupán a fa részének tűnnek.

## Szaporodásuk
Egyetlen tojást tojnak, egy facsonk tetejére.

## Rendszerezés
A család az alábbi nemet és fajokat foglalja magában:
- Nyctibius (Vieillot), 1816 – 7 faj 
  - óriás-álmosmadár (Nyctibius grandis)
  - hosszúfarkú álmosmadár (Nyctibius aethereus)
  - karibi álmosmadár (Nyctibius jamaicensis)
  - andoki álmosmadár (Nyctibius maculosus)
  - közönséges álmosmadár (Nyctibius griseus)
  - fehérszárnyú álmosmadár (Nyctibius leucopterus)
  - fehérpettyes álmosmadár (Nyctibius bracteatus)